# ناقوس

أجزاء ناقوس كنيسي

النَاقُوس (ج. نَواقِيس) في التقاليد المسيحية هو الجرس الذي يقرع في الكنيسة لأسباب كنيسية عديدة، ويمكن سمعه خارج المبني. استعمل الناقوس تقليديًا إيذانًا بحلول وقت الصلاة أو نداء للناس بقداس جماعي. يقرع الناقوس كذلك إعلانًا لمناسبات خاصة مثل زواج أو جنازة. يستعمل أحيانًا في بعض التقاليد خلال شعائر دلالًا للمجهور على أنهم قد بلغوا جزءًا معينًا للشعيرة. وكان يعتقد في التقاليد المسيحية أن قرع نواقيس الكنيسة يطرد العفاريت.
ناقوس الكنيسة الأوروبي التقليدي الذي يستعمل في كنائس مسيحية حول العالم يتكون من متردد معدني على شكل كأس ذي مطرقة تتدلى داخله يضرب جوانبه الداخلية عندما يترجح الناقوس. يتعلق الناقوس داخل برج الكنيسة أو برج الجرس، لكي ينتشر صوته انتشارًا واسعًا.
الكنيسة قد يكون لها ناقوس واحد أو مجموعة من النواقيس التي تضبط على سلم موسيقي مشترك. النواقيس قد تكون ثابتة وتضرب أو معلقة وتقرع بجر حابل.
كان قرع النواقيس قبل الأزمنة المعاصرة وسيلة شائعة لتجميع الناس لكل الأغراض، دينية كانت أو غير ذلك.

## التأثيل
كلمة ناقوس أرامية معناها مُصوِّت مشتق من «نقش» أي ضرب وقرع ودق وهو اسم لخشبة ثم لحديدة ثم لطاس من نحاس يُقرع لأوقات الصلاة في الكنائس.